# Sophie Moniotte
Sophie Moniotte (* 5. Mai 1969 in Dijon, Burgund) ist eine ehemalige französische Eiskunstläuferin, die im Eistanz startete.
Ihr Eistanzpartner war Pascal Lavanchy. An seiner Seite gewann sie bei der Europameisterschaft 1995 die Silbermedaille und 1997 die Bronzemedaille. Der größte Erfolg von Moniotte und Lavanchy war allerdings der Vize-Weltmeisterschaftstitel 1994 in Chiba, als sie sich nur den Russen Oxana Grischtschuk und Jewgeni Platow geschlagen geben mussten. Bei der Weltmeisterschaft im Jahr darauf gewannen sie die Bronzemedaille. Moniotte und Lavanchy nahmen an drei Olympischen Spielen teil. 1992 in Albertville wurden sie Neunte, 1994 in Lillehammer erreichten sie den fünften Platz und 1998 in Nagano reichte es noch zum elften Platz.

## Ergebnisse

### Eistanz
(mit Pascal Lavanchy)
| Wettbewerb / Jahr            | 1988 | 1989 | 1990 | 1991 | 1992 | 1993 | 1994 | 1995 | 1996 | 1997 | 1998 |
| ---------------------------- | ---- | ---- | ---- | ---- | ---- | ---- | ---- | ---- | ---- | ---- | ---- |
| Olympische Winterspiele      |      |      |      |      | 9.   |      | 5.   |      |      |      | 11.  |
| Weltmeisterschaften          |      |      |      |      | 6.   | 5.   | 2.   | 3.   |      | 4.   |      |
| Europameisterschaften        |      | 11.  |      | 9.   | 8.   | 6.   | 5.   | 2.   |      | 3.   | 7.   |
| Französische Meisterschaften | 3.   | 2.   |      | 2.   | 2.   | 1.   | 1.   | 1.   |      |      | 2.   |